# کورتودوکسون
کورتودوکسون (به انگلیسی: Cortodoxone) یک ترکیب شیمیایی با شناسه پاب‌کم ۴۴۰۷۰۷ است. 